# Dragon Ball: Saikyō e no Michi
Dragon Ball: Con đường dẫn đến sức mạnh (ドラゴンボール 最強への道 Doragon Bōru: Saikyō e no Michi), là bộ phim Dragon Ball thứ tư của loạt. Được sản xuất ở Nhật Bản vào ngày 7 tháng 3 năm 1996.

## Lồng tiếng
| Nhân vật           | Lồng tiếng (Tiếng Nhật) | Lồng tiếng (Tiếng Anh) |
| ------------------ | ----------------------- | ---------------------- |
| Goku               | Nozawa Masako           | Stephanie Nadolny      |
| Bulma              | Tsuru Hiromi            | Tiffany Vollmer        |
| Oolong             | Tatsuta Naoki           | Bradford Jackson       |
| Yamcha             | Furuya Tōru             | Christopher Sabat      |
| Puar               | Watanabe Naoko          | Monika Antonelli       |
| Turtle             | Gōri Daisuke            | Christopher Sabat      |
| Master Roshi       | Aikawa Kin'ya           | Mike McFarland         |
| Commander Red      | Utsumi Kenji            | Kyle Hebert            |
| Adjudant Black     | Satō Masaharu           | Christopher Sabat      |
| General Blue       | Shimada Bin             | Sonny Strait           |
| General White      | Kakegawa Hirohiko       | Kyle Hebert            |
| Sergeant Metallic  | Egawa Hisao             | Chris Rager            |
| Android #8/Eighter | Iizuka Shōzō            | Mike McFarland         |
| Shenron            | Utsumi Kenji            | Christopher Sabat      |
| Narration          | Yanami Jōji             | Brice Armstrong        |

## Âm nhạc
Ending Theme
DAN DAN 心ひかれてく (DAN DAN Kokoro Hikarete 'ku Gradually, You're Charming My Heart)
Lời: Sakai Izumi
Nhạc: Oda Tetsurō
Arrangement: Hayama Takeshi
Biểu diễn: Field of View
Lời bài hát